# Gonomyia percomplexa
Gonomyia percomplexa är en tvåvingeart som beskrevs av Alexander 1946. Gonomyia percomplexa ingår i släktet Gonomyia och familjen småharkrankar. Inga underarter finns listade i Catalogue of Life.